# يادرين
يادرين (بالروسية: Ядрин) هي إحدى مدن روسيا في الكيان الفدرالي الروسي تشوفاشيا.